# Чемпионат мира по стрельбе 1949
Чемпионат мира по стрельбе 1949 года прошёл в Буэнос-Айресе (Аргентина).

## Общий медальный зачёт
(Синим цветом выделена принимающая страна)
| Место | Страна    | Золото | Серебро | Бронза | Всего |
| ----- | --------- | ------ | ------- | ------ | ----- |
| 1     | Финляндия | 7      | 7       | 3      | 17    |
| 2     | Норвегия  | 5      | 4       | 5      | 14    |
| 3     | Аргентина | 5      | 0       | 2      | 7     |
| 4     | Швейцария | 4      | 4       | 5      | 13    |
| 5     | США       | 4      | 4       | 3      | 11    |
| 6     | Швеция    | 3      | 8       | 7      | 18    |
| 7     | Югославия | 0      | 1       | 0      | 1     |
| 8     | Бразилия  | 0      | 0       | 1      | 1     |
| 8     | Испания   | 0      | 0       | 1      | 1     |
| 8     | Уругвай   | 0      | 0       | 1      | 1     |

## Медалисты

### Винтовка
| Дисциплина                               | Золото                                                                                            | Серебро                                                                                           | Бронза                                                                                           |
| ---------------------------------------- | ------------------------------------------------------------------------------------------------- | ------------------------------------------------------------------------------------------------- | ------------------------------------------------------------------------------------------------ |
| Винтовка с трёх позиций, 50 м            | Паули Янхонен (Финляндия)                                                                         | Артур Кук (США)                                                                                   | Эрлинг Конгсхёуг (Норвегия)                                                                      |
| Винтовка с трёх позиций, 50 м (команды)  | Финляндия · Паули Янхонен · Куллерво Лескинен · Олави Эло · Тойво Мянттяри · Вильхо Юлёнен        | Швеция · Вальтер Фрёстелль · Исак Эрбен · Йонас Йонссон · Курт Юханссон · Уно Берг                | Норвегия · Халвар Конгсъёрден · Йохан Хунес · Мауриц Амундсен · Торе Скредегорд · Вилли Рёгеберг |
| Винтовка лёжа, 50 м                      | Артур Кук (США)                                                                                   | Тойво Мянттяри (Финляндия)                                                                        | Уно Берг (Швеция)                                                                                |
| Винтовка с колена, 50 м                  | Роберт Бюхлер (Швейцария)                                                                         | Вернер Якобер (Швейцария)                                                                         | Олави Эло (Финляндия)                                                                            |
| Винтовка стоя, 50 м                      | Паули Янхонен (Финляндия)                                                                         | Эрлинг Конгсхёуг (Норвегия)                                                                       | Исак Эрбен (Швеция)                                                                              |
| Винтовка лёжа, 50+100 м                  | Артур Джексон (США)                                                                               | Торе Скредегорд (Норвегия)                                                                        | Халвар Конгсъёрден (Норвегия)                                                                    |
| Винтовка лёжа, 50+100 м, (команды)       | Норвегия · Мауритц Амундсен · Йохан Хунес · Халвар Конгсъёрден · Вилли Рёгеберг · Торе Скредегорд | США · Артур Кук · Артур Джексон · Роберт Сэндэджер · Эммет Свэнсон · Огаст Вестергард             | Швейцария · Альберт Бахофнер · Роберт Бюхлер · Георг Клавадечер · КЭмиль Грюниг · Отто Хорбер    |
| Винтовка с трёх позиций, 300 м           | Олави Эло (Финляндия)                                                                             | Паули Янхонен (Финляндия)                                                                         | Йонас Йонссон (Швеция)                                                                           |
| Винтовка с трёх позиций, 300 м (команды) | Финляндия · Паули Янхонен · Микко Нордквист · Олави Эло · Куллерво Лескинен · Тойво Мянттяри      | Швейцария · Отто Хорбер · Роберт Бюрхлер · Вернер Якобер · Эмиль Грюниг · Эрнст Крамер            | Швеция · Уно Берг · Исак Эрбен · Вальтер Фрёстелль · Курт Юханссон · Йонас Йонссон               |
| Винтовка лёжа, 300 м                     | Отто Хорбер (Швейцария)                                                                           | Курт Юханссон (Швеция)                                                                            | Роберт Бюрхлер (Швейцария)                                                                       |
| Винтовка с колена, 300 м                 | Куллерво Лескинен (Финляндия)                                                                     | Отто Хорбер (Швейцария)                                                                           | Эрнст Крамер (Швейцария)                                                                         |
| Винтовка стоя, 300 м                     | Олави Эло (Финляндия)                                                                             | Паули Янхонен (Финляндия)                                                                         | Вилли Рёгеберг (Норвегия)                                                                        |
| Стандартная винтовка, 300 м              | Хольгер Эрбен (Швеция)                                                                            | Вальтер Фрёстелль (Швеция)                                                                        | Диаш Вильела Харвей (Бразилия)                                                                   |
| Стандартная винтовка, 300 м (команды)    | Швеция · Уно Берг · Исак Эрбен · Вальтер Фрёстелль · Курт Юханссон · Свен Дессле                  | Югославия · Перо Цестник · Йован Кратохвил · Милован Михорко · Момир Марковиц · Степан Праукхардт | Швейцария · Отто Хорбер · Роберт Бюрхлер · Вернер Якобер · Эмиль Грюниг · Эрнст Крамер           |
| Армейская винтовка, 300 м                | Пабло Каньассо (Аргентина)                                                                        | Олави Эло (Финляндия)                                                                             | Эмиль Грюниг (Швейцария)                                                                         |
| Армейская винтовка, 300 м (команды)      | Швеция · Уно Берг · Исак Эрбен · Курт Юханссон · Свен Дессле                                      | Финляндия · Паули Янхонен · Микко Нордквист · Олави Эло · Куллерво Лескинен                       | Аргентина · Антонио Андо · Пабло Каньассо · Клаудио Кабрера · Рамон Хаген                        |

### Пистолет
| Дисциплина                                | Золото                                                                                             | Серебро                                                                                 | Бронза                                                                       |
| ----------------------------------------- | -------------------------------------------------------------------------------------------------- | --------------------------------------------------------------------------------------- | ---------------------------------------------------------------------------- |
| Пистолет, 50 м                            | Беат Ринер (Швейцария)                                                                             | Гарри Ривс (США)                                                                        | Анхель Леон Госало (Испания)                                                 |
| Пистолет, 50 м (команды)                  | Аргентина · Оскар Бидегайн · Пабло Каньяссо · Федрико Грубен · Антонио Каннаво · Альберто Мартьена | Швеция · Свен Лундквист · Стуре Нордлунд · Хуго Лундквист · Торстен Уллман · Йёста Пиль | США · Хюэлет Беннер · Вильям Ханкок · Чарлз Лоджи · Гарри Ривс · Вильям Тони |
| Скорострельный пистолет, 25 м             | Хюэлет Беннер (США)                                                                                | Гарри Ривс (США)                                                                        | Леонард Равило (Финляндия)                                                   |
| Скорострельный пистолет, 25 м (команды)   | Аргентина · Карлос Диас Саэнс Валиенте · Дионисио Фернандес · Оскар Серво · Энрике Фуртадо         | Финляндия · Вяйнё Хеусала · Матти Каллио · Леонард Равило · Эйно Саарникко              | США · Хюэлет Беннер · Вильям Ханкок · Чарлз Лоджи · Гарри Ривс               |
| Пистолет центрального боя, 25 м           | Хайнрих Келлер (Швейцария)                                                                         | Эйно Саарникко (Финляндия)                                                              | Хюэлет Беннер (США)                                                          |
| Пистолет центрального боя, 25 м (команды) | США · Хюэлет Беннер · Вильям Ханкок · Чарлз Лоджи · Гарри Ривс                                     | Швейцария · Хайнц Амбюль · Ханс Гемберли · Хайнрих Келлер · Беат Ринер                  | Финляндия · Яакко Ринтанен · Матти Каллио · Леонард Равило · Эйно Саарникко  |

### Стрельба по движущейся мишени
| Дисциплина                                                        | Золото                                                                                     | Серебро                                                                                       | Бронза                                                                 |
| ----------------------------------------------------------------- | ------------------------------------------------------------------------------------------ | --------------------------------------------------------------------------------------------- | ---------------------------------------------------------------------- |
| Одиночные выстрелы по «бегущему оленю», 100 м                     | Йон Ларсен (Норвегия)                                                                      | Ролф Бергенсен (Норвегия)                                                                     | Биргер Кокгорд (Швеция)                                                |
| Двойные выстрелы по «бегущему оленю», 100 м                       | Ханс Оснес (Норвегия)                                                                      | Пер Олоф Скёльдберг (Швеция)                                                                  | Биргер Бюринг-Андерсен (Норвегия)                                      |
| Одиночные и двойные выстрелы по «бегущему оленю», 100 м           | Йон Ларсен (Норвегия)                                                                      | Ролф Бергенсен (Норвегия)                                                                     | Пер Олоф Скёльдберг (Швеция)                                           |
| Одиночные и двойные выстрелы по «бегущему оленю», 100 м (команды) | Норвегия · Ханс Оснес · Биргер Бюринг-Андерсен · Ролф Бергенсен · Расмус Лунд · Йон Ларсен | Швеция · Биргер Кокгорд · Ханс Лильедаль · Макс Мировски · Пер Олоф Скёльдберг · Бенгт Аустри | Аргентина · Х.Дурандо · С.Мелла · А.Певерелли · Х.Перейра · М.Скиллинг |

### Стендовая стрельба
| Дисциплина     | Золото                                                                                 | Серебро                                                               | Бронза                                                    |
| -------------- | -------------------------------------------------------------------------------------- | --------------------------------------------------------------------- | --------------------------------------------------------- |
| Трап           | Фульвио Рокки (Аргентина)                                                              | Клас Клеберг (Швеция)                                                 | Ивар Борг (Швеция)                                        |
| Трап (команды) | Аргентина · Леон Босси · Хуан де Жакоми · Хуан Анхель Мартини Транкони · Фульвио Рокки | Швеция · Ивар Борг · Клас Клеберг · Ханс Лильедаль · Карл Палмстьерна | Уругвай · Л.Малугани · Х.Баррера · Х.Носетти · Ф.Флеургин |